# Château de la Blandinière
Le château de la Blandinière est un château situé à La Chapelle-Largeau (Mauléon) dans le département français des Deux-Sèvres.

## Histoire
Le château est classé au titre des monuments historiques par arrêté du 4 avril 2001.